# 西奇坑 (火星隕石坑)
塞奇陨击坑（Secchi）是火星希腊区一座巨大的撞击坑，其中心坐标位于南纬58.3度、西经258.1度处，直径223公里，该特征取名自意大利天文学家，著名天文学之父佩特·安吉洛·塞奇（1818年-1905年），1973年被国际天文联合会行星系统命名工作组批准接受。
塞奇陨击坑的东北坐落了更小的季霍夫陨击坑和华莱士陨击坑。

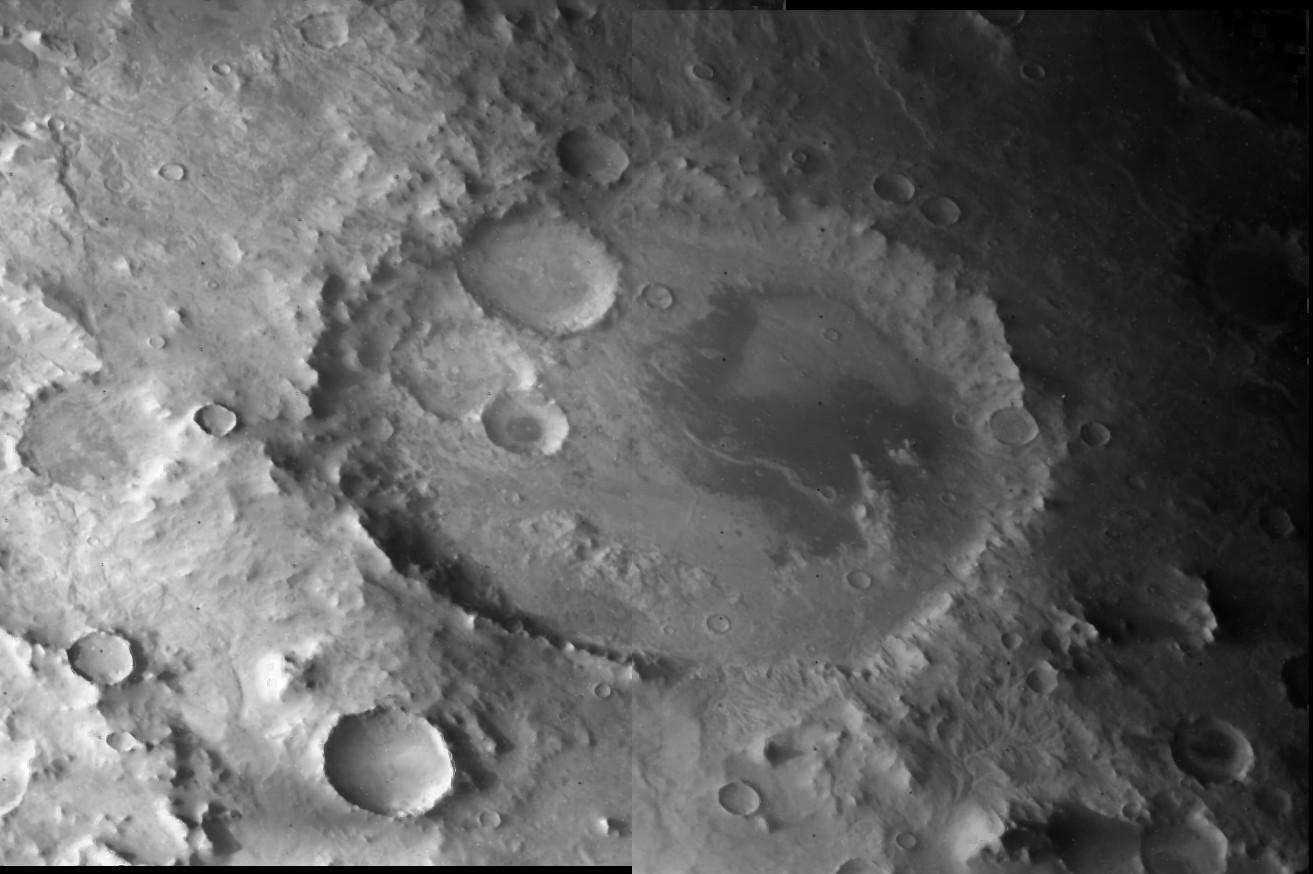
海盗1号轨道器拍摄的拼接图。
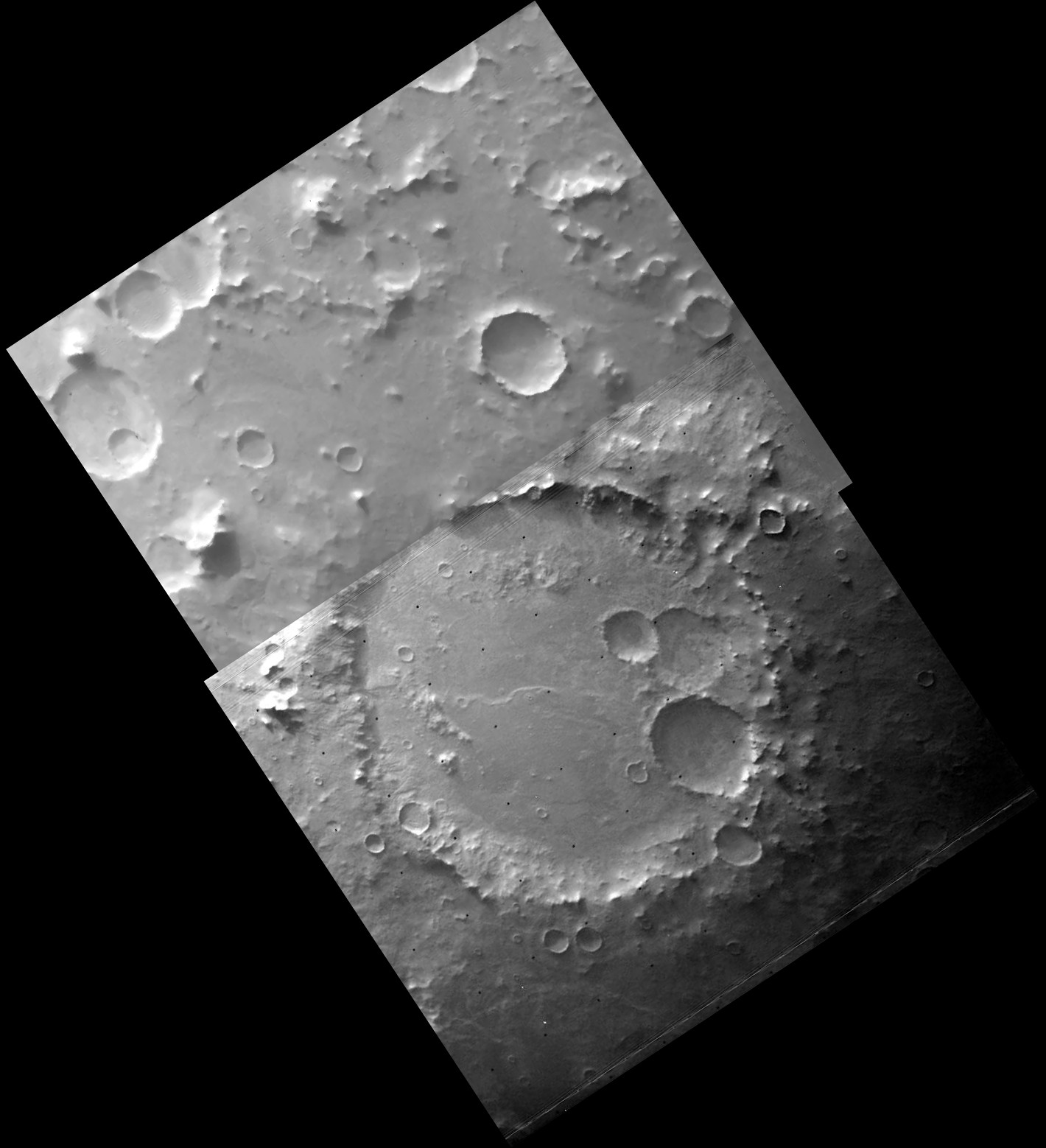
另一幅海盗号拼接图
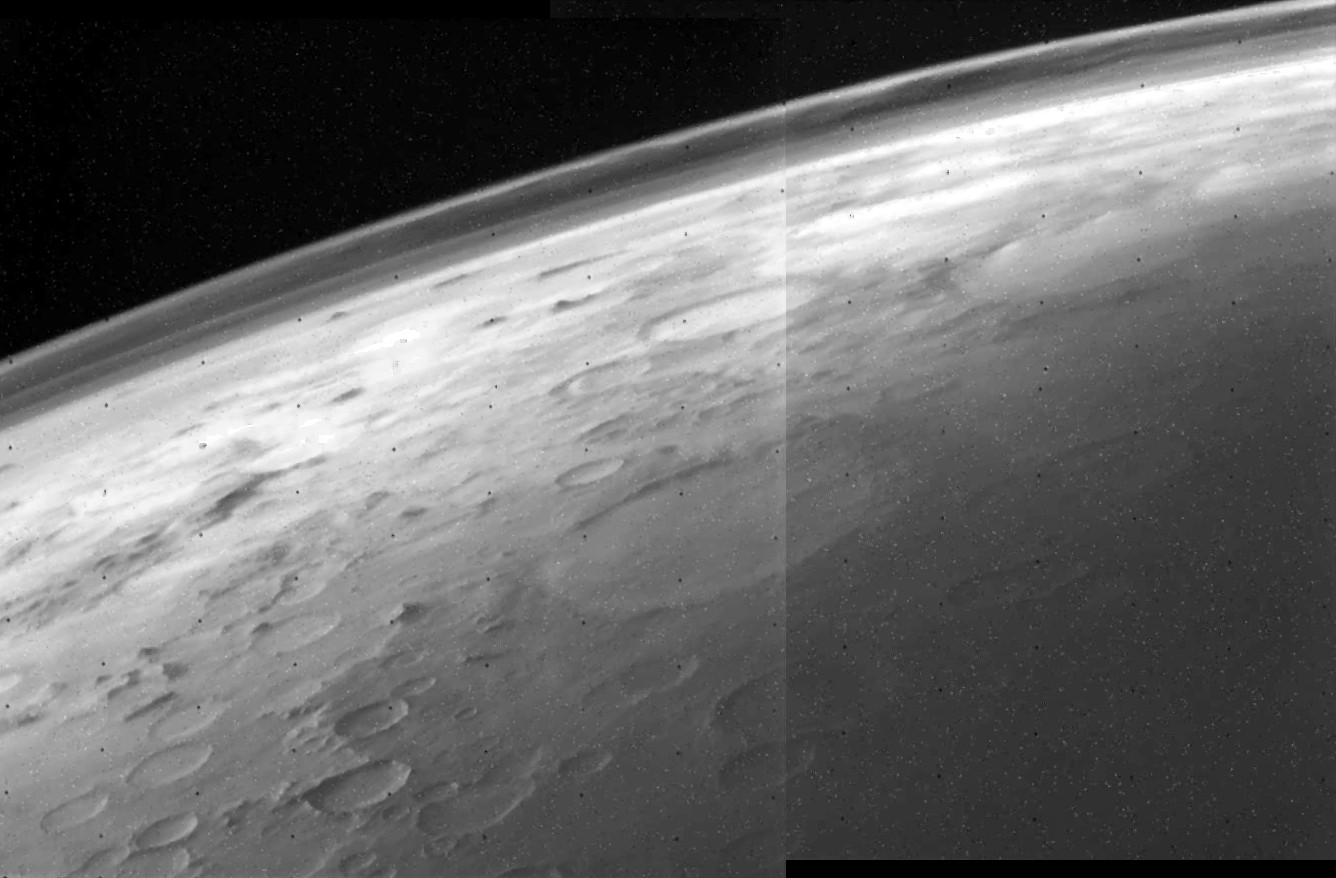
前景中部是带有塞奇陨击坑的火星边缘，左边远处为希腊盆地的一部分。
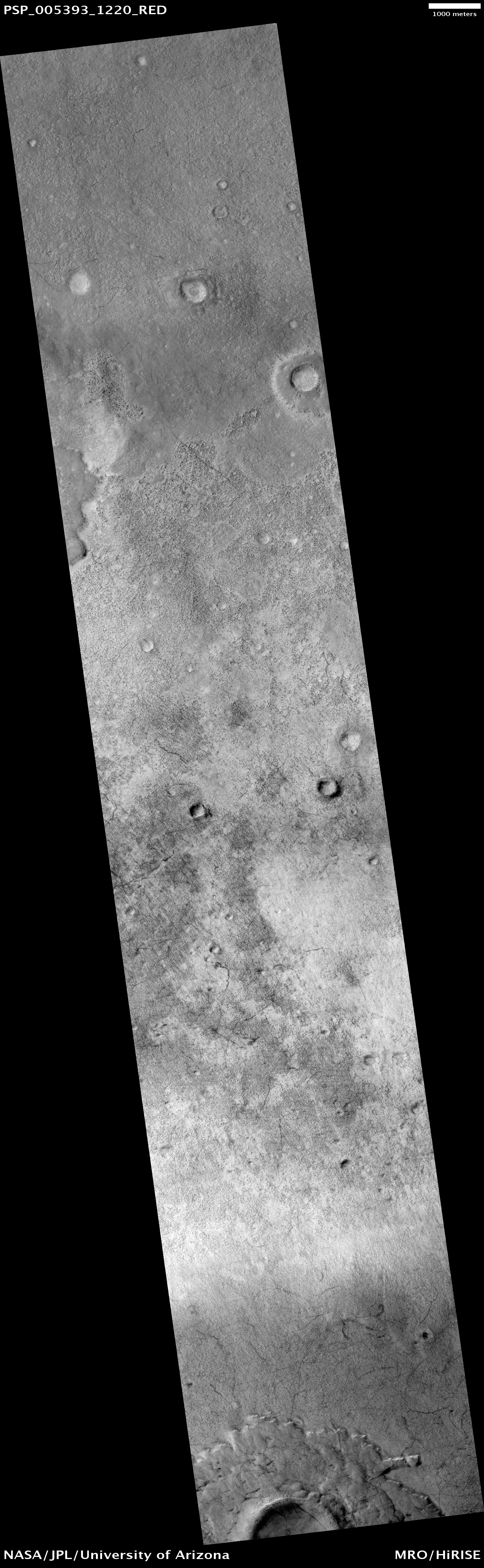
高分辨率成像科学设备显示的塞奇陨击坑坑底点击图片可看到尘暴痕迹和底座形撞击坑。

## 另请查看
- 火星撞击坑